# Heel de wereld
Chansons représentant les Pays-Bas au Concours Eurovision de la chanson
Net als toen
(1957) Een beetje
(1959)
Heel de wereld (« Le Monde entier ») est une chanson interprétée par la chanteuse néerlandaise Corry Brokken et dirigée par Dolf van der Linden pour représenter les Pays-Bas au Concours Eurovision de la chanson 1958 qui se déroulait à Hilversum, aux Pays-Bas.
Elle est intégralement interprétée en néerlandais, langue nationale, comme le veut la coutume avant 1966.
Il s'agit de la deuxième chanson interprétée lors de la soirée, après Domenico Modugno qui représentait l'Italie avec Nel blu dipinto di blu et avant André Claveau qui représentait la France avec la chanson gagnante Dors, mon amour. À l'issue du vote, elle a obtenu 1 point, se classant 9e et dernière (à égalité avec Un grand amour de Solange Berry pour le Luxembourg) sur 10 chansons,.
Brokken chante qu'elle veut raconter son « secret » au monde, parce qu'elle est heureuse. Elle se demande si le monde pourrait être trop occupé pour être heureux. Elle a également enregistré la chanson en français sous le titre de Toi mon cœur, tu sais.